# ミッドナイトパラダイス
ミッドナイトパラダイスは、読売テレビで2012年1月24日から4月17日まで毎週火曜日深夜（水曜日未明）に放送されていた深夜番組コンプレックスの名称である。
新聞では当枠の明記はなく、放送される番組と放送時間がそれぞれ記載されたが、テレビ雑誌やEPG番組表では、当枠名と放送された番組が一体化で表記された。

## 放送時間
| 放送期間        | 第1部               | 第2部               | 第3部               |
| --------------- | ------------------- | ------------------- | ------------------- |
| 2012年1月 - 3月 | 24時59分 - 25時29分 | 25時29分 - 26時02分 | 26時02分 - 26時34分 |
| 2012年4月       | 25時23分 - 25時55分 | 25時55分 - 26時28分 | 26時28分 - 27時00分 |

## 放送番組
- 第1部 - フットンダ
- 第2部 - QP
- 第3部 - 数学♥女子学園